# Boxeo en México

Interior de la Arena México, el mayor escenario boxístico de México en la segunda mitad del.

El boxeo en México es uno de los deportes más populares de aquel país, con una tradición que se remonta al siglo XIX. Se practica de forma amateur y profesional. En el profesionalismo, cuenta con más de 160 campeones mundiales y es el segundo país con más campeones mundiales, solo por detrás de Estados Unidos. También ha tenido participación en los Juegos Olímpicos, donde ha un total de 14 medallas, de las cuales dos son de oro, cuatro de plata y ocho de bronce.
Además, México cuenta con 18 boxeadores inscritos en el Salón Internacional de la Fama del Boxeo en Canastota, Nueva York. Entre los boxeadores profesionales más destacados se encuentran: Julio César Chávez, Ricardo «El Finito» López, Carlos «El Cañas» Zárate, Rubén «El Púas» Olivares, Raúl «El Ratón» Macías, Salvador «Sal» Sánchez, Marco Antonio Barrera, Érik «El Terrible» Morales, Guadalupe «Lupe» Pintor, Lauro «Tigrillo» Salas, Juan Manuel «Dinamita» Márquez, José «Pipino» Cuevas, Daniel Zaragoza, Jorge «El Travieso» Arce, Saúl «Canelo» Álvarez, entre otros.

## Historia

### Orígenes

Imagen vectorizada del capítulo del coronel Thomas Monsters sobre boxeo.

El primer registro del boxeo en México data de 1868, cuando el coronel estadounidense Thomas Hoyer Monstery estableció una escuela de combate que ofrecía clases de esgrima, florete, sable, bayoneta, cuchillo y boxeo. En 1869, Monstery desafió al francés Nicolás Poupard a un duelo de esgrima y a una exhibición de boxeo. Este evento generó gran expectación entre los militares y el público invitado, llenando la academia de Monstery. Años más tarde, en 1895, el gobernador de Hidalgo, Rafael Cravioto, otorgó la autorización para celebrar una pelea de boxeo en la entidad, con la idea de resolver diferencias sin recurrir a las armas.

### Prohibición y resurgimiento

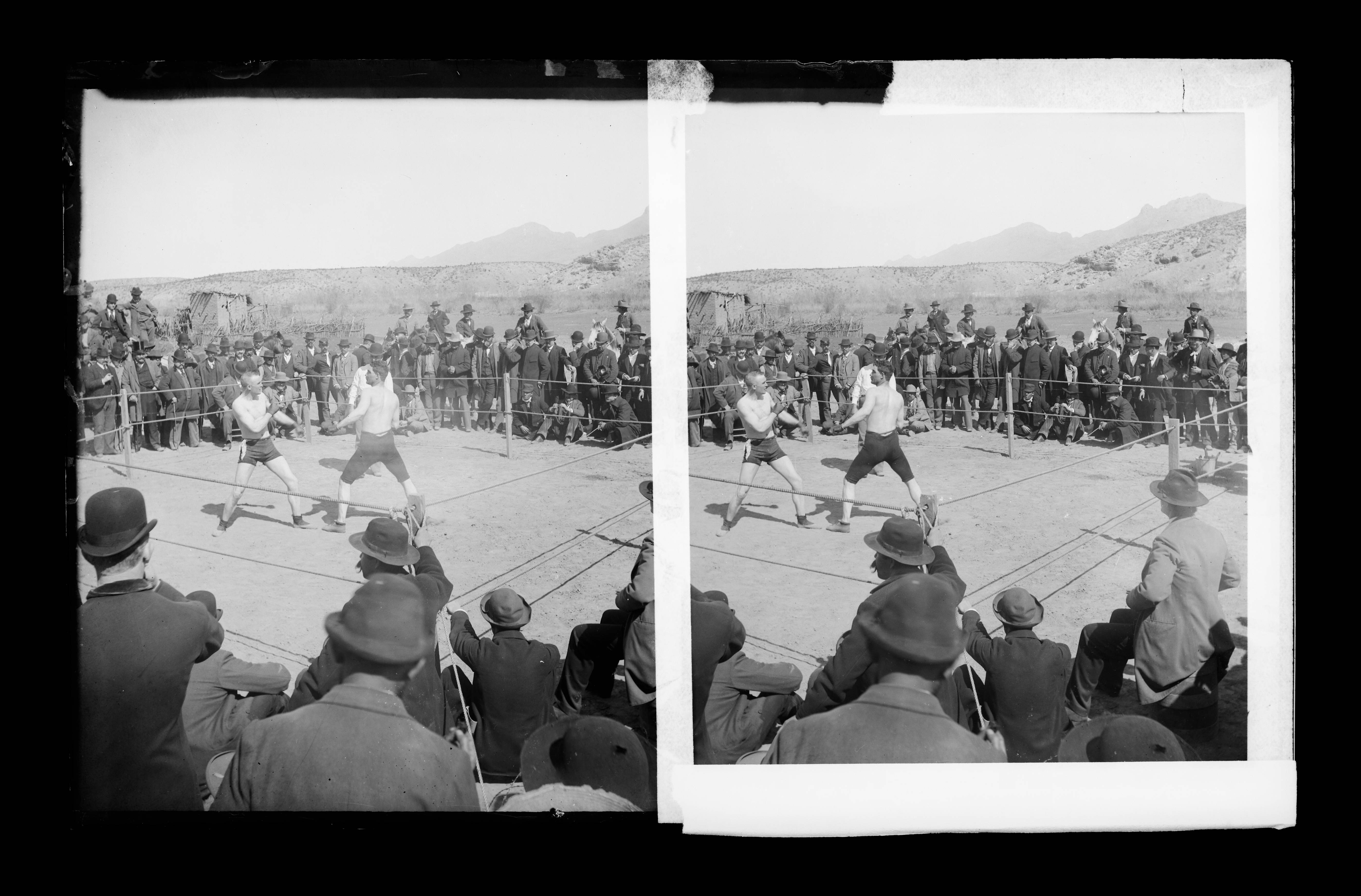
Fotografía de una estereografía de dos boxeadores estadounidenses peleando en un ring al aire libre en Ciudad Juárez.

A principios del siglo XX, el boxeo creció en popularidad a pesar de estar prohibido por el gobierno. La Revolución mexicana iniciada en 1910 limitó las actividades deportivas, lo que resultó en una pausa de 10 años en el desarrollo del deporte en el país. En la década de 1920, se reabrieron centros deportivos y se organizaron campeonatos nacionales, donde boxeadores extranjeros, especialmente estadounidenses, combatían por el título nacional de México. En 1923, se estableció la Comisión de Box del Distrito Federal, determinando que los campeones nacionales debían ser mexicanos de nacimiento.
En 1924, Narciso «Chicho» Cisneros se convirtió en el primer mexicano en ser clasificado internacionalmente en peso pluma por la revista The Ring al lograr ser doble campeón nacional de peso gallo y pluma.

#### Inicios del boxeo femenil
Margarita Montes, conocida como «La Maya», es considerada la pionera del boxeo femenino en México. Antes de dedicarse como boxeadora, exploró otras disciplinas deportivas como la tauromaquia y el béisbol pero fue en el boxeo donde se concentró. De sus 33 peleas, solo 5 fueron contra oponentes femeninas. Sin embargo, su carrera en el boxeo femenino enfrentó obstáculos debido a las leyes que prohibían a las mujeres practicar este deporte en ese momento. Estas restricciones finalmente pusieron fin al boxeo femenino en la década de 1930.

### 1920-1940: Primeras medallas olímpicas y título mundial

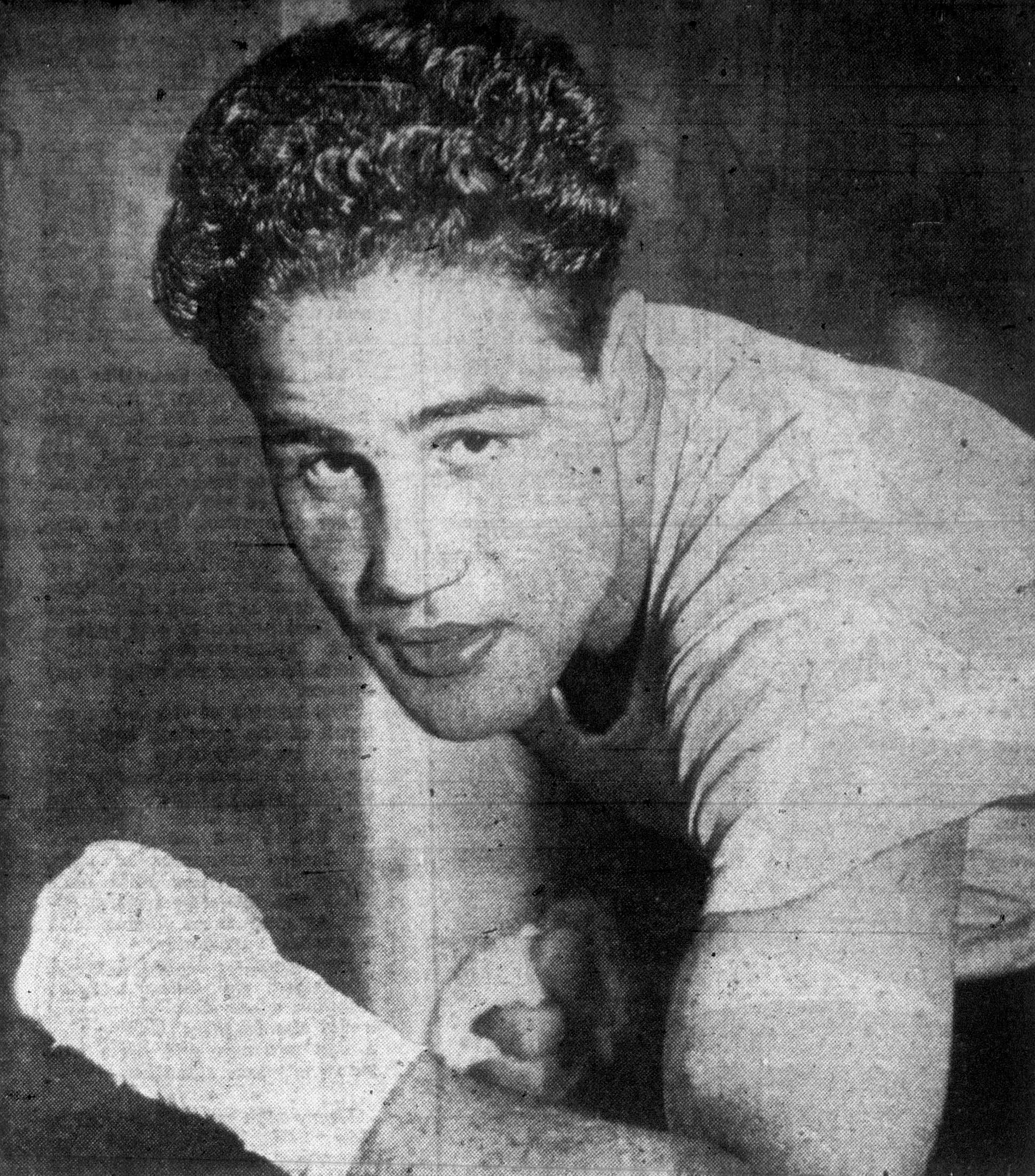
Juan Zurita, segundo mexicano en convertirse en campeón mundial de boxeo.

En 1928, Alfredo Gaona participó en los Juegos Olímpicos de Ámsterdam en la categoría de peso mosca. Sin embargo, no fue hasta 1932 cuando México obtuvo su primera medalla olímpica en boxeo. Francisco Cabañas ganó la medalla de plata al derrotar al británico Tommy Pardoe. En los Juegos Olímpicos de Berlín 1936, Cabañas, ya como entrenador, llevó a Fidel Ortiz a conseguir la medalla de bronce tras vencer al sueco Stig Cederberg.
En 1933, José Pérez Flores, conocido como «Battling Shaw», se convirtió en el primer campeón mundial mexicano. Durante esta época, también surgieron boxeadores como Kid Azteca, Alberto Arizmendi, Manuel Ortiz, Kid Pancho, Raúl Talán, Pachuca Kid Joe, Juan Zurita, Joe Conde y Rodolfo «El Chango» Casanova.

### Creación del TorneoGuantes de Oro(1940-1960)

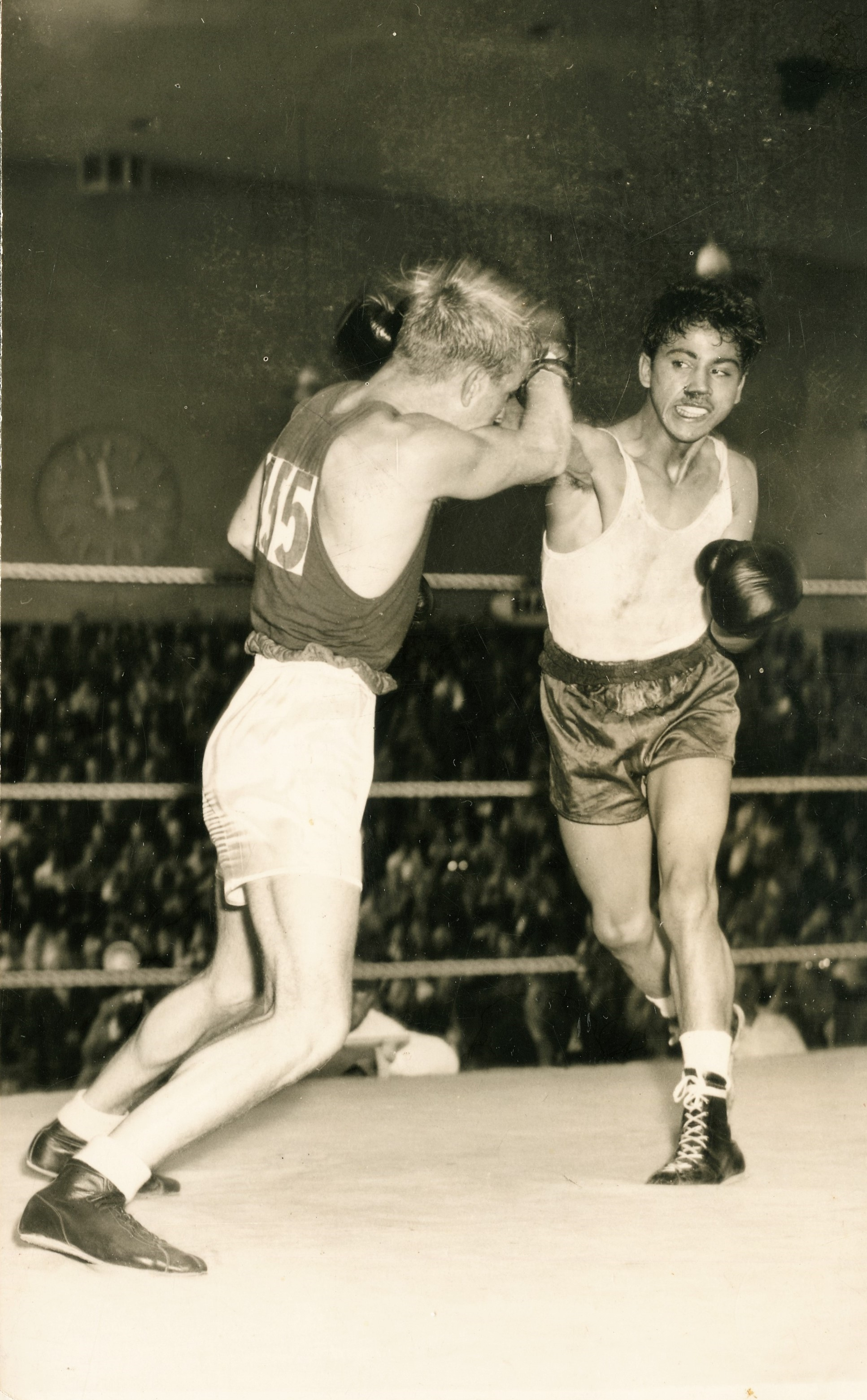
Raúl Macías en 1952.

En 1943, se estableció el torneo de los Guantes de Oro de boxeo amateur. Este torneo tenía como objetivo formar jóvenes boxeadores para el boxeo profesional. De estos torneos surgieron talentos como  Fili Nava, Edel Ojeda, Ricardo Moreno, José «Toluco» López, José «Huitlacoche» Medel, Memo Diez, Lauro «Tigrillo» Salas y José Becerra. En 1944, Juan Zurita se convirtió en el segundo mexicano en ganar un campeonato mundial. Obtuvo el título mundial de peso ligero de la Asociación Nacional de Boxeo al derrotar al estadounidense Sammy Angott por decisión unánime en Los Ángeles, California. Becerra y Salas, posteriormente también lograron convertirse en campeones mundiales en sus respectivas categorías.
Uno de los púgiles más destacados de esta generación fue Raúl «Ratón» Macías, medallista de bronce en los Juegos Panamericanos 1951 y los Juegos Centroamericanos y del Caribe de Guatemala. En el profesionalismo, consiguió el campeonato de la Asociación Nacional de Boxeo (precursora de la Asociación Mundial de Boxeo). La pelea entre Macías y Nate Books por el título norteamericano en la Plaza de toros de México dio cita a 55,000 fanáticos que vieron a Macías conseguir su primer título internacional.

### Creación del Consejo Mundial de Boxeo (1960-1970)

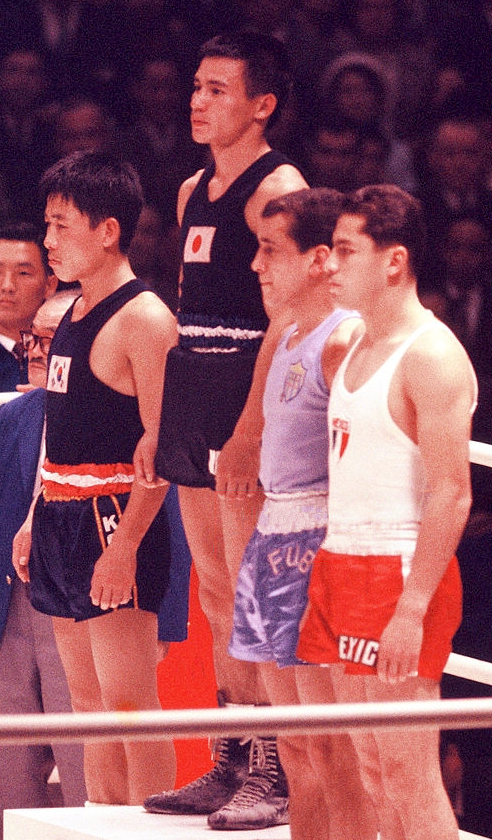
Chung Shin-cho, Takao Sakurai, Washington Rodríguez, Juan Fabila Mendoza 1964.

El 11 de febrero de 1963, se inauguró la Primera Convención Mundial de Boxeo Profesional en México, presidida por Luis Spota en representación del presidente Adolfo López Mateos. En 1971, Ramón G. Velázquez fue elegido presidente del Consejo Mundial de Boxeo (CMB), separándolo de la Asociación Mundial de Boxeo (AMB) y promoviendo peleas titulares en todas las divisiones.

#### Profesionalismo
Entre los púgiles más destacados de esta generación se encuentran: Ultiminio «Sugar» Ramos, Vicente «El zurdo de Oro» Saldívar, José «Mantequilla» Nápoles, Rubén «Púas» Olivares, Jesús «Chucho» Castillo.
Ramos, de origen cubano, se estableció en México y obtuvo la nacionalidad mexicana. En 1963, derrotó al estadounidense Davey Moore para convertirse en campeón mundial unificado de peso pluma del CMB y la AMB. Su reinado duró hasta 1964, cuando perdió sus títulos ante el también mexicano Vicente Saldívar. En un evento que atrajo una asistencia de 90,000 espectadores en el Toreo de Cuatro Caminos, incluyendo la presencia del presidente de México, Adolfo López Mateos, y el presidente electo Gustavo Díaz Ordaz. Posteriormente Saldívar se retiraría momentáneamente como campeón después de ocho exitosas defensas de su título. 
Por su parte, «Mantequilla» Nápoles, fue campeón unificado de peso wélter en dos ocasiones, logrando los títulos de la AMB, el CMB y The Ring. Olivares, por su parte, también consiguió ser dos veces campeón unificado pero de la categoría de peso gallo. Otros campeones mundiales mexicanos incluyen a Efren «El Alacran» Torres en la categoría de peso mosca y «Chucho» Castillo en peso gallo.

#### Juegos Olímpicos
En Tokio 1964, Juan Fabila Mendoza puso fin a una sequía de 28 años sin medallas olímpicas, al ganar el bronce en la categoría de peso gallo tras derrotar al soviético Oleg Grigoryev. En la siguiente edición, celebrada en México 1968, el país obtuvo su mejor resultado en boxeo de todas las ediciones olímpicas hasta la fecha. Dos púgiles mexicanos, Ricardo Delgado Nogales y Antonio Roldán, lograron la medalla de oro en las categorías de peso mosca y peso pluma, respectivamente. Delgado venció al polaco Artur Olech, mientras que Roldán derrotó al estadounidense Albert Robinson. Además de las medallas de oro, también se obtuvieron dos medallas de bronce en las categorías de peso mediano y peso pesado, con Agustín Zaragoza y Joaquín Rocha, respectivamente.

### (1970-1980)

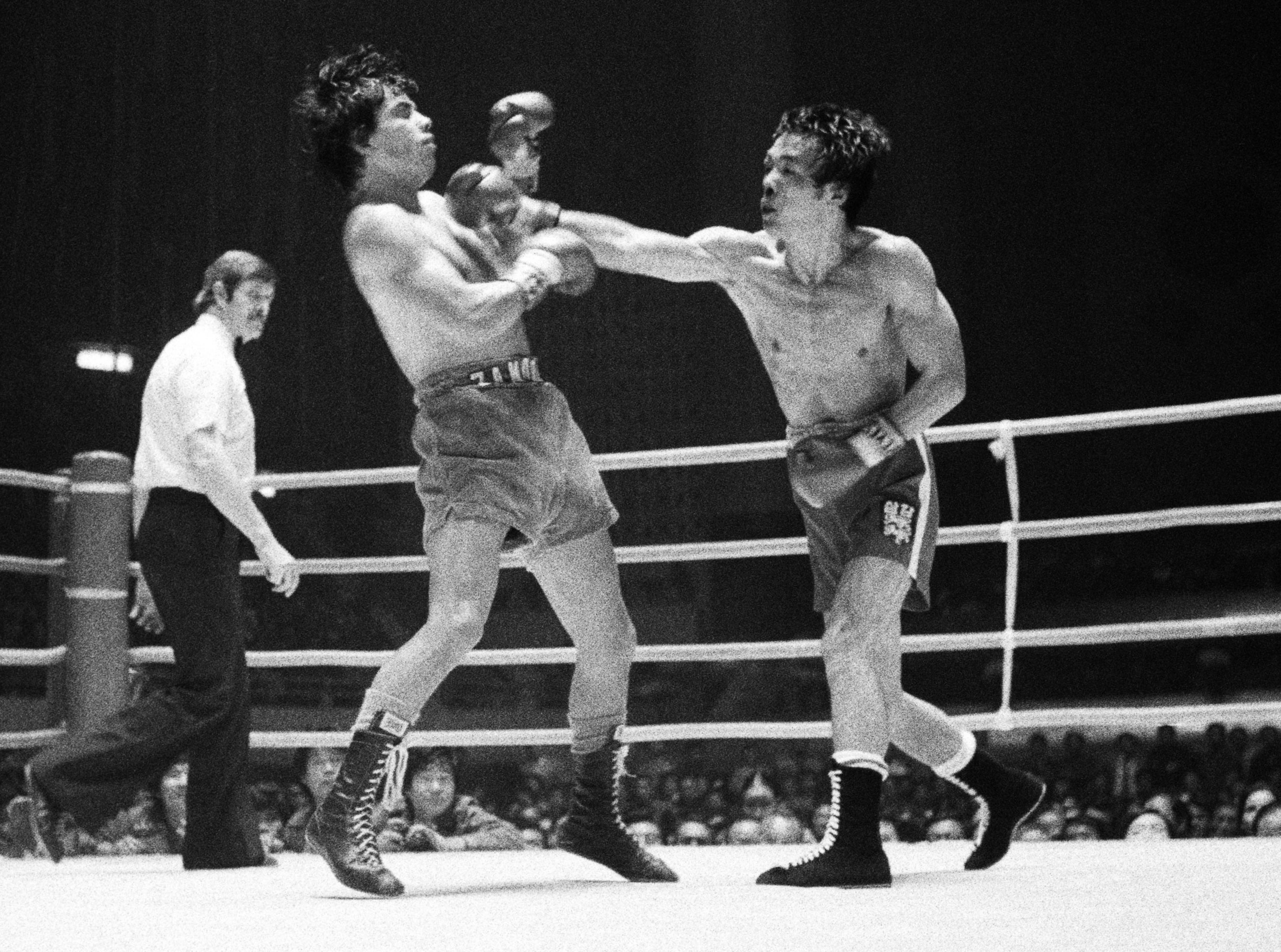
Alfonso Zamora vs. Soo-Hwan Hong.

En la categoría de peso gallo del CMB, el boxeo mexicano dominó durante la década. Rubén «El Púas» Olivares, Rafael Herrera, Chucho Castillo, Rodolfo Martínez y Lupe Pintor fueron campeones mundiales. Carlos «El Cañas» Zárate, quien llegó invicto a la disputa por el título, fue el campeón más destacado debido a realizar nueve defensas de su campeonato y se convirtió en el primer mexicano en ser clasificado número 1 libra por libra. En 1978, fue derrotado tras retar al púgil puertorriqueño de peso supergallo Wilfredo Gómez, en uno de los primeros enfrentamientos que marcarían la rivalidad entre México y Puerto Rico.
En la categoría de peso mosca, Miguel Canto se convertiría en campeón del CMB. Canto defendió su campeonato en 14 ocasiones, y fue posteriormente nombrado «Boxeador del Siglo» en la categoría de peso mosca por la agencia Associated Press. En la categoría de peso wélter, Carlos Palomino y Pipino Cuevas, fueron campeones mundiales del CMB y la AMB, respectivamente. Palomino defendió su título en 7 ocasiones, mientras que Cuevas lo defendió en 11 ocasiones.
En la categoría de peso pluma, surgió una rivalidad entre el méxico-americano Bobby Chacón y el mexicano Rafael Limón. Chacón y Limón protagonizaron una serie de 4 peleas en las que Chacón obtuvo la mayoría de las victorias. En esta misma división, destacó Salvador Sánchez, considerado por algunos expertos, incluyendo al ex boxeador Roy Jones, Jr., como uno de los mejores pugilistas mexicanos de la historia. Sánchez realizó nueve defensas exitosas de sus títulos del CMB y The Ring, enfrentando a oponentes como Félix Trinidad Sr., Wilfredo Gómez y Azumah Nelson.

#### Juegos Olímpicos
En Múnich 1972, Alfonso Zamora logró la medalla de plata en la categoría de peso gallo al derrotar al estadounidense Ricardo Carreras. En Montreal 1976, Juan Paredes Miranda consiguió la medalla de bronce en la categoría de peso pluma, tras vencer al surcoreano Choon Gil-Choi.

### (1980-1990)
En el profesionalismo surgieron nuevos campeones como Daniel Zaragoza, Gilberto Román, José Luis Ramírez, Humberto «Chiquita» González, René Arredondo y Jorge Páez. Sin embargo, el que más destacó fue Julio César Chávez, reconocido por ESPN, Boxrec, y otros especialistas como el mejor boxeador libra por libra y el mejor boxeador mexicano de todos los tiempos. Chávez conquistó seis títulos mundiales en diferentes divisiones, incluyendo superpluma, ligero y superligero. Además, estableció varios récords en el mundo del boxeo: 1) Récord de más defensas del título (29, junto con Omar Narváez); 2) Récord de más peleas ganadas desde su inicio profesional (89-0); 3) Se mantuvo oficialmente invicto 13 años, 11 meses, 24 días; 4) Es, con 21 peleas, el segundo boxeador con mayor número de peleas de título que ha resuelto por nocaut, después de las 23 peleas de Joe Louis; 5) Posee la segunda mayor asistencia a una arena 132,274, detrás del récord Guinnes que tiene la pelea de Tony Zale contra Billy Pryor en 1941 de 135,000; 6) En un año congregó a 262,272 aficionados en cuatro de sus peleas; y 7) Es el primer púgil mexicano con tres títulos mundiales en igual número de divisiones.

#### Juegos Olímpicos
En Los Ángeles 1984, Héctor «El Torero» López ganó la medalla de plata de peso gallo, después de vencer al canadiense Dale Walters. En la siguiente edición realizada en Seúl, Mario González consiguió la medalla de bronce de peso mosca tras vencer al ghanés Alfred Kotey.

### (1990 a 2000)
Otro boxeador destacado que surgió después del declive de Chávez fue Ricardo «Finito» López en el peso paja quien fue considerado por la revista The Ring como uno de los mejores boxeadores Libra por Libra de la década de los 90. En 1995 se lo consideró el número 3 del mundo, solo por detrás de Pernell Whitaker y Roy Jones Jr. En 2016 ESPN lo colocó en la posición 10 de su lista «Los Mejores Boxeadores Libra Por Libra de los Últimos 25 Años». Realizando 24 defensas de sus títulos. López sé retiraría invicto en 2001.
Durante está década surgieron una nueva camada de boxeadores, entre ellos Marco Antonio Barrera, Yori Boy Campas, Érik «Terrible» Morales, Jorge Arce, Fernando Montiel, José Luis Castillo y Miguel Ángel González. Arce y Morales, se convertirían en los primeros boxeadores mexicanos en conseguir un título en cuatro divisiones de peso. Uno de los enfrentamientos más icónicos de esta época fue la trilogía de peleas entre Morales y Barrera que consiguieron en el 2000 y 2004 el premio a la mejor pelea del año por The Ring. Mientras que Barrera fue clasificado como el puesto 3 libra por libra entre 2002 y 2005. 

#### Juegos Olímpicos
En el boxeo olímpico, Cristian Bejarano Benítez logró la medalla de bronce en los Juegos Olímpicos de Sídney 2000 al derrotar al kirguís Almazbek Raimkulov.

#### Batalla legal por la práctica de boxeo femenil
Durante sus años de estudios de licenciatura en la Facultad de Derecho de la UNAM, Laura Serrano tuvo su primer contacto con el mundo del boxeo. Su inspiración surgió al observar a una mujer entrenando en las instalaciones deportivas de la Universidad, el mismo lugar donde comenzaría su propia carrera en el boxeo. Conocida como «La Poeta del Ring», debutó como profesional en 1994, enfrentándose a la estadounidense Christy Martin y logrando un empate en su primer combate. En 1995 derrotó a la irlandesa Deirdre Gogarty, por el título mundial en la categoría de peso ligero de la Federación Internacional de Boxeo de Mujeres (WIBF), convirtiéndose en la primera boxeadora latinoamericana en convertirse en campeona del mundo.

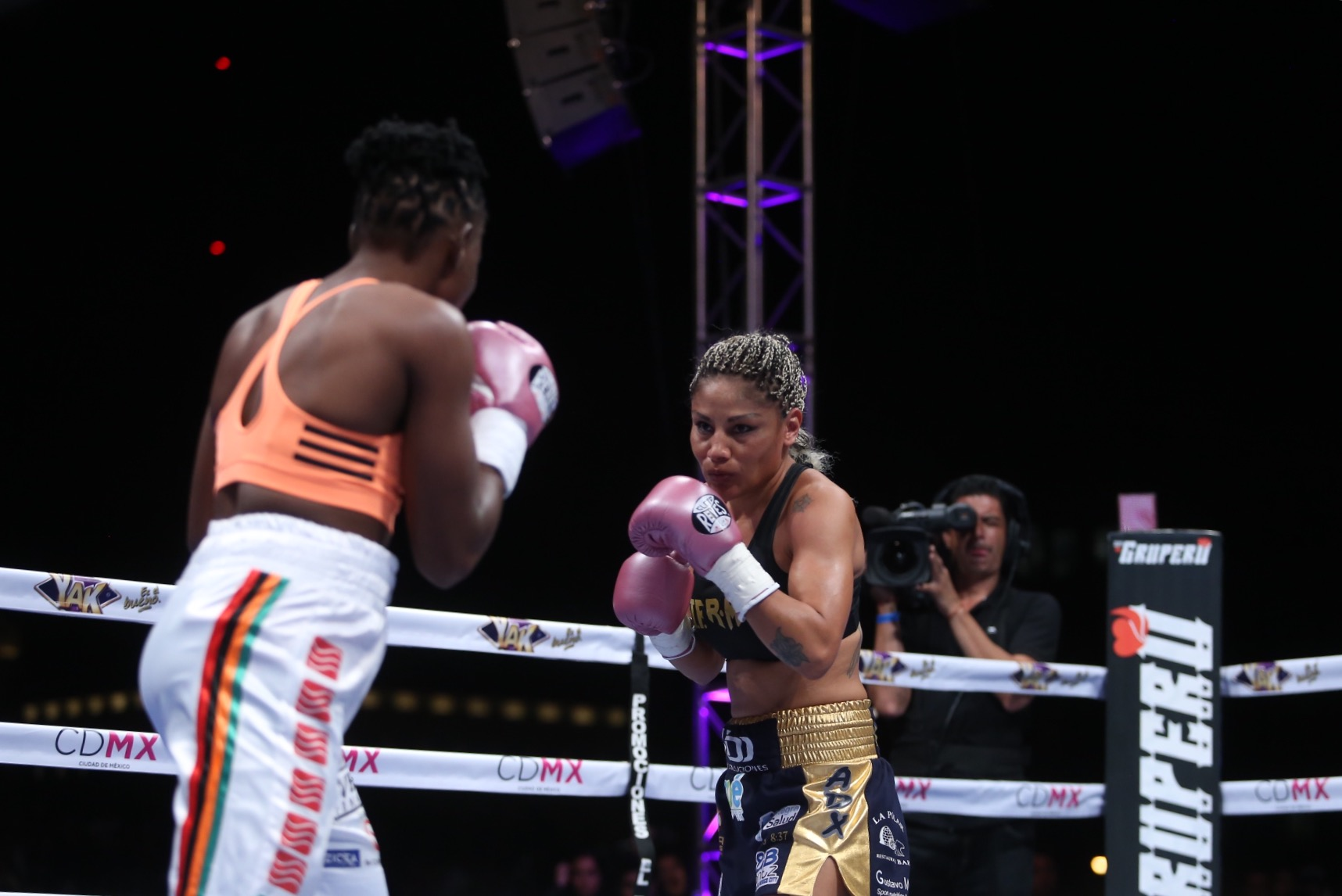
Mariana Juárez.

En 1999, junto con el abogado Salvador Ochoa, presentó un amparo que marcó un hito en la lucha por los derechos de las mujeres en el deporte. Este amparo buscaba abolir la ley que, desde 1947, prohibía a las mujeres practicar el boxeo en la Ciudad de México. Esta batalla legal fue exitosa y condujo a modificaciones en los reglamentos, garantizando el derecho de todas las mujeres a entrenar y competir profesionalmente en el boxeo y en cualquier otra disciplina deportiva que eligieran. En el año 2023, Serrano sería incluida en el Salón Internacional de la Fama del Boxeo. 
En 1999, debutó Ana María «La Guerrera» Torres viéndose las caras con Mariana «La Barby» Juárez en la Arena México. La venció decisión dividida en el 4° asalto. La «Guerrera» consiguió en su carrera arriba del ring el Campeonato Femenil de Peso Gallo de México del CMB (2 veces), Campeonato Femenil de peso supermosca del CMB (2 veces), Campeonato de la Federación Norteamericana del Boxeo y Campeonato Femenil de peso supermosca de la NABF. Así mismo, Mariana Juárez se convertiría en campeona de peso mosca femenino del CMB y de peso peso gallo femenino del CMB.

### 2000-2023

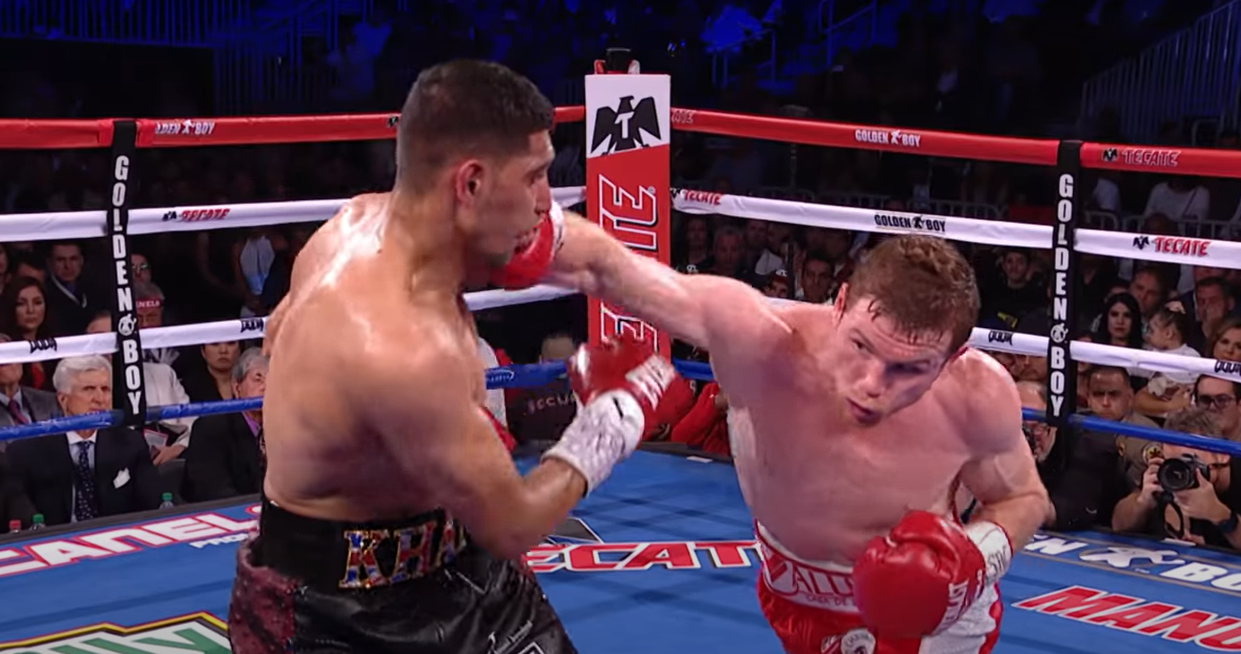
Canelo Álvarez vs Amir Khan en 2017, Box Azteca.

Otros boxeadores mexicanos como Julio César Chávez, Jr., Saúl «Canelo» Álvarez, Juan Manuel Márquez, Juan Díaz, Francisco Rodríguez Jr., Antonio DeMarco, entre otros, lograron éxitos en múltiples categorías de peso y se convirtieron en campeones mundiales. Saúl Álvarez, en particular, conquistó múltiples títulos en distintas divisiones y ganar el reconocimiento como uno de los mejores libra por libra del mundo. Además de ser el campeón unificado del peso supermediano; habiendo unificado los títulos de la FIB, CMB, OMB, AMB y The Ring.
Juan Manuel Márquez, por su parte, se convirtió en el tercer boxeador mexicano en obtener un título en cuatro divisiones de peso, gracias a su rivalidad contra el boxeador filipino Manny Pacquiao. Siendo la última de pelea una culminación con un nocaut en favor de Márquez, lo que llevó a que la pelea fuese considerada como el combate del año por la revista The Ring.

#### Boxeo femenil
Durante esta época, el boxeo femenil en México experimentó un auge con la aparición de una nueva generación de púgiles. Entre las destacadas figuras se encontraban: Jessica Chávez, Jackie Nava, Ibeth Zamora Silva, Zulina Muñoz (con la cifra de 30 nocauts en su carrera), Brianda Tamara Cruz, Erika Cruz, Alejandra Jiménez, Montserrat Alarcón, Yamileth Mercado y Arely «La Ametralladora» Muciño. 
Entre ellas destaca Yesica Nery Plata, quien es campeona unificada de la Asociación Mundial de Boxeo y el Consejo Mundial de Boxeo, además de estar clasificada por BoxRec como la mejor boxeadora mexicana de la historia.

#### Juegos Olímpicos

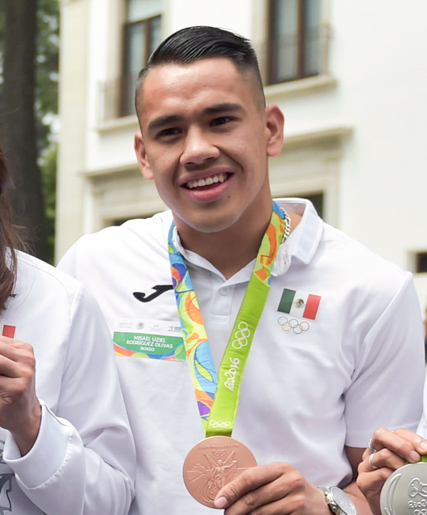
Misael Rodríguez (2016) (Presidencia de la República).

Luego de 16 años sin medallas olímpicas en boxeo, Misael Rodríguez puso fin a esta sequía al obtener la medalla de bronce en los Juegos Olímpicos de Río de Janeiro 2016. El 12 de mayo de 2021 la Federación Mexicana de Boxeo anunció su selección para la justa olímpica por el Boxing Task Force, incluyendo a Esmeralda Falcón Reyes, convirtiéndose en la primera mujer mexicana que compitió en boxeo en la historia olímpica.

#### Campeonato Mundial de Boxeo Aficionado
En el ámbito del Campeonato Mundial de Boxeo Aficionado, en el torneo celebrado en Milán en 2009, Óscar Valdez ganó la medalla de bronce de peso pluma, mientras que en el torneo de Taskent en 2023, Rogelio Romero obtuvo una medalla de bronce de peso crucero.
En la edición juvenil del campeonato, en la edición de 2008, Óscar Valdez y Oscar Molina se destacaron al obtener medallas de oro en las categorías de peso gallo y peso medio, respectivamente. En 2012, durante la competencia celebrada en Armenia, Raúl Curiel alcanzó con la medalla de plata. Posteriormente, en 2022, en el torneo realizado en La Nucía, Ari Bonilla logró la medalla de oro en la categoría de peso mosca, mientras que Gael Cabrera obtuvo la medalla de plata en la categoría de peso pluma.

## Estilo
El «estilo mexicano» es definido por algunos expertos como el exboxeador y miembro del salón de la fama de boxeo, Juan Manuel Márquez como: un boxeador de postura ortodoxa, presión constante, agresividad, golpeo al cuerpo y disposición a intercambiar golpes.
Cabe destacar que no todos los boxeadores mexicanos usan el mismo estilo, algunos otros como Saúl Álvarez (un reconocido contragolpeador) se ha opuesto a esta visión apuntando a que el «estilo mexicano» no existe.

## Rivalidades
- México vs. Estados Unidos: Las dos naciones más proliferas en el boxeo profesional, a menudo han tenido enfrentamientos en el cuadrilátero.

- México vs Puerto Rico: La rivalidad que se intensificó en los años de 1970 tras los triunfos de Gómez sobre Zárate. Para los mexicanos los boxeadores puertorriqueños son esquivos y evitan el intercambio de golpes. Por esto los fanáticos los llaman «cobardes» y resaltan la «agilidad» azteca. Para los puertorriqueños los boxeadores mexicanos son lentos y predecibles. Por esto los fanáticos los llaman «torpes» y resaltan la «velocidad» boricua. Puerto Rico tuvo una ventaja en peleas de título mundial hasta abril de 2022.[62][63]

## Logros y condecoraciones

### Medallistas olímpicos
| Medalla           | Juegos Olímpicos                     | Nombre                     |
| ----------------- | ------------------------------------ | -------------------------- |
| Medalla de oro    | Juegos Olímpicos de México 1968      | Ricardo Delgado Nogales    |
| Medalla de oro    | Juegos Olímpicos de México 1968      | Antonio Roldán             |
| Medalla de plata  | Juegos Olímpicos de Los Ángeles 1932 | Francisco Cabañas          |
| Medalla de plata  | Juegos Olímpicos de Múnich 1972      | Alfonso Zamora             |
| Medalla de plata  | Juegos Olímpicos de Los Ángeles 1984 | Héctor López               |
| Medalla de plata  | Juegos Olímpicos de París 2024       | Marco Verde                |
| Medalla de bronce | Juegos Olímpicos de Berlín 1936      | Fidel Ortiz                |
| Medalla de bronce | Juegos Olímpicos de Tokio 1964       | Juan Fabila Mendoza        |
| Medalla de bronce | Juegos Olímpicos de México 1968      | Joaquín Rocha              |
| Medalla de bronce | Juegos Olímpicos de México 1968      | Agustín Zaragoza           |
| Medalla de bronce | Juegos Olímpicos de Montreal 1976    | Juan Paredes Miranda       |
| Medalla de bronce | Juegos Olímpicos de Seúl 1988        | Mario González Lugo        |
| Medalla de bronce | Juegos Olímpicos de Sídney 2000      | Christian Bejarano Benítez |
| Medalla de bronce | Juegos Olímpicos de Río 2016         | Misael Rodríguez           |

### Campeonato Mundial Aficionado
| Medalla           | Edición      | Nombre         |
| ----------------- | ------------ | -------------- |
| Medalla de bronce | Milán 2009   | Óscar Valdez   |
| Medalla de bronce | Taskent 2023 | Rogelio Romero |

Campeonato Juvenil
| Medalla          | Edición          | Nombre       |
| ---------------- | ---------------- | ------------ |
| Medalla de oro   | Guadalajara 2008 | Óscar Valdez |
| Medalla de oro   | Guadalajara 2008 | Oscar Molina |
| Medalla de oro   | La Nucía 2022    | Ari Bonilla  |
| Medalla de plata | Ereván 2012      | Raúl Curiel  |
| Medalla de plata | La Nucía 2022    | Gael Cabrera |

## Mexicanos inscritos en el Salón Internacional de la Fama del Boxeo
A continuación, el listado de los 19 pugilistas mexicanos ingresados al Salón de la Fama del Boxeo.
| Año  | Nombre                          | Récord           |
| ---- | ------------------------------- | ---------------- |
| 1990 | José «Mantequilla» Nápoles      | 81–7–0 (54 KO)   |
| 1991 | Rubén «El Púas» Olivares        | 89–13–3 (79 KO)  |
| 1991 | Salvador Sánchez                | 44–1–1 (32 KO)   |
| 1994 | Carlos «El Cañas» Zárate        | 66–4–0 (63 KO)   |
| 1998 | Miguel Canto                    | 61–9–4 (15 KO)   |
| 1999 | Vicente Saldivar                | 37–3–0 (26 KO)   |
| 2001 | Ultiminio «Sugar» Ramos         | 55–7–4 (40 KO)   |
| 2002 | Pipino Cuevas                   | 35–15–0 (31 KO)  |
| 2004 | Baby Arizmendi                  | 70–26–13 (12 KO) |
| 2004 | Carlos Palomino                 | 31–4–3 (19 KO)   |
| 2004 | Daniel Zaragoza                 | 55–8–3 (28 KO)   |
| 2006 | Humberto «La Chiquita» González | 43–3–0 (30 KO)   |
| 2007 | Ricardo «El Finito» López       | 51–0–1 (38 KO)   |
| 2011 | Julio César Chávez              | 107–6–2 (86 KO)  |
| 2016 | Lupe Pintor                     | 56–14–2 (42 KO)  |
| 2017 | Marco Antonio Barrera           | 67–7–0 (44 KO)   |
| 2018 | Érik «El Terrible» Morales      | 52–9-0 (36 KO)   |
| 2020 | Juan Manuel Márquez             | 56–7–1 (40 KO)   |
| 2023 | Rafael Márquez                  | 41–9–0 (37 KO)   |
| 2023 | Laura Serrano                   | 17-5-3 (6 KO)    |

### Mexicanos no participantes inscritos en el Salón Internacional de la Fama del Boxeo
| Año  | Nombre                    | Rol en el boxeo |
| ---- | ------------------------- | --------------- |
| 2007 | José Sulaimán             | Dirigente       |
| 2011 | Ignacio «Nacho» Beristáin | Entrenador      |
| 2013 | Arturo «Cuyo» Hernández   | Entrenador      |

## Boxeadores en la lista de 50 mejores

### The Ring los 50 mejores boxeadores de los últimos 50 años
En junio de 1996 la revista especializada en boxeo The Ring publicó una edición especial con un análisis de los 50 mejores boxeadores de los últimos 50 años en este aparecían los mexicanos Julio César Chávez en el número 6, Carlos Zárate en el número 11, José "Mantequilla" Nápoles en el número 15, Rubén Olivares en número 18, Salvador Sánchez en el número 26, Miguel Canto en el número 34 y Vicente Saldivar en el número 50.

### ESPN los 50 mejores de todos los tiempos
En el año 2007 el portal de deportes ESPN realizó un ranking con los 50 mejores boxeadores de todos los tiempos en este se incluían a los mexicanos: Julio César Chávez en el número 24, José "Mantequilla" Nápoles en el número 32, Rubén "El Púas" Olivares en el número 33, Marco Antonio Barrera en el número 43, y Érik "El Terrible" Morales en el número 49.

## En la cultura popular

### Películas y documentales
El boxeo mexicano ha sido tema de numerosas películas y documentales que exploran las vidas y las carreras de los boxeadores más destacados del país. Desde documentales sobre la vida de Julio César Chávez hasta películas biográficas sobre Juan Manuel Márquez. Asimismo, boxeadores como José Nápoles han participado en películas como actores.

### Música

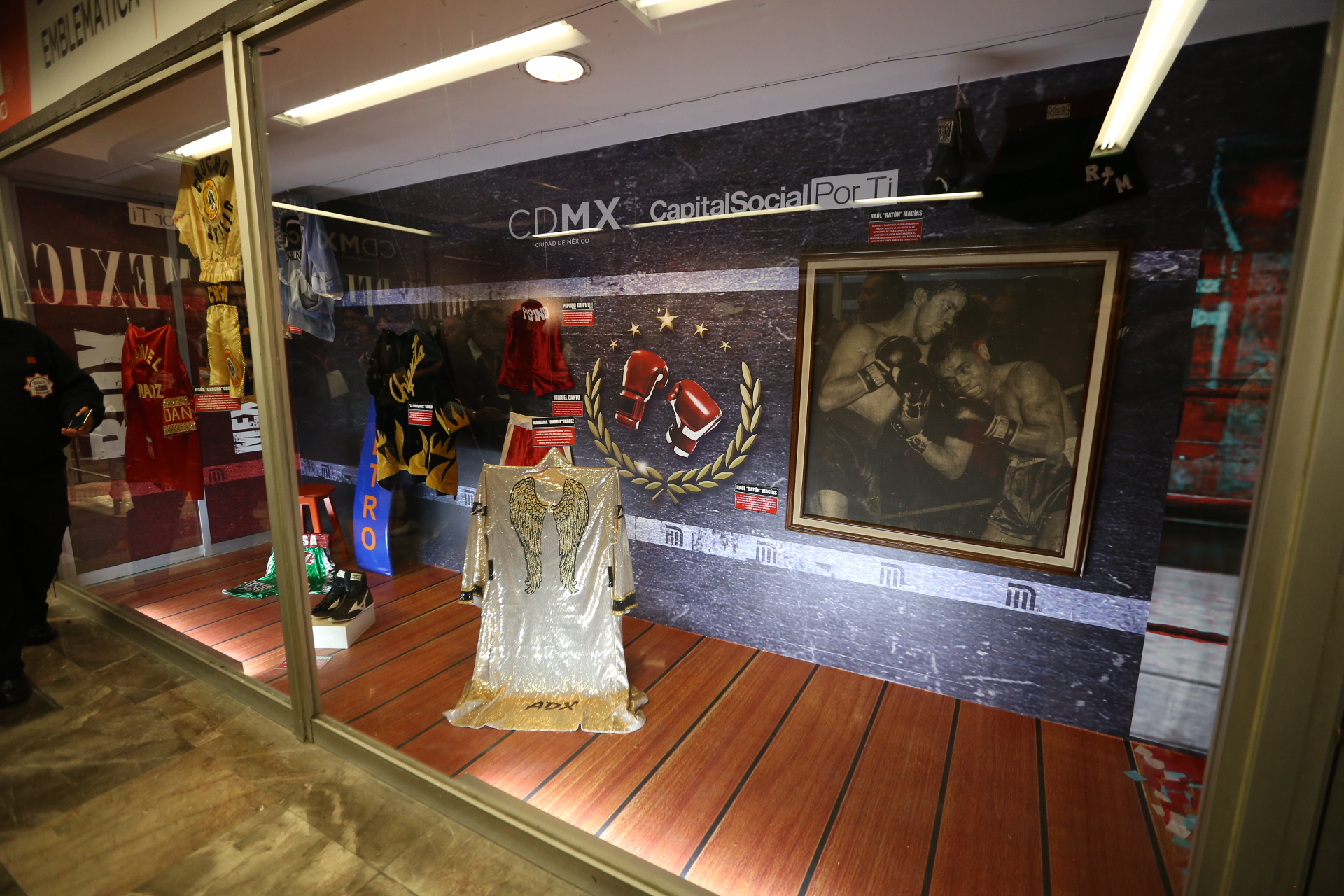
Inauguración de la Estación Emblemática “Ídolos del Boxeo Mexicano"

Los boxeadores mexicanos también han sido homenajeados en canciones populares. Algunas letras de canciones de género rancheras, corridos y hip hop han sido escritas en honor a los boxeadores.

### Ricardo Martínez en «Hajime no Ippo»
Uno de los ejemplos de la influencia del boxeo mexicano en la cultura popular es el personaje de Ricardo Martínez en la serie de manga y anime Hajime no Ippo. Este personaje ficticio es un boxeador mexicano que se convierte en uno de los mayores rivales del protagonista, Ippo Makunouchi. El personaje está inspirado en Ricardo López, boxeador que compitió en peso mínimo y se retiró invicto en 2001.

### Estación emblemática «Ídolos del Boxeo Mexicano»
El 3 de mayo del 2017 se inauguró en la estación de metro Garibaldi-Lagunilla de la Línea 8 del metro de la Ciudad de México la estación temática “Ídolos del Boxeo Mexicano”. La estación comprende dos mil metros de murales que representan a 47 figuras del boxeo mexicano. Los murales cubren paredes, techo y escaleras de acceso.
Al evento inaugural asistieron campeones del boxeo como Pipino Cuevas, Chiquita González, Carlos Zárate y Mariana Juárez. Además, se colocó un maniquí y costales de boxeo para que los usuarios pudieran experimentar la sensación de boxear.